# Nowęcin
Nowęcin est une localité polonaise de la gmina rurale de Wicko située dans le powiat de Lębork en voïvodie de Poméranie. Elle se trouve à environ 16 km au nord de Lębork et 74 km au nord-ouest de la capitale régionale Gdańsk.

## Géographie

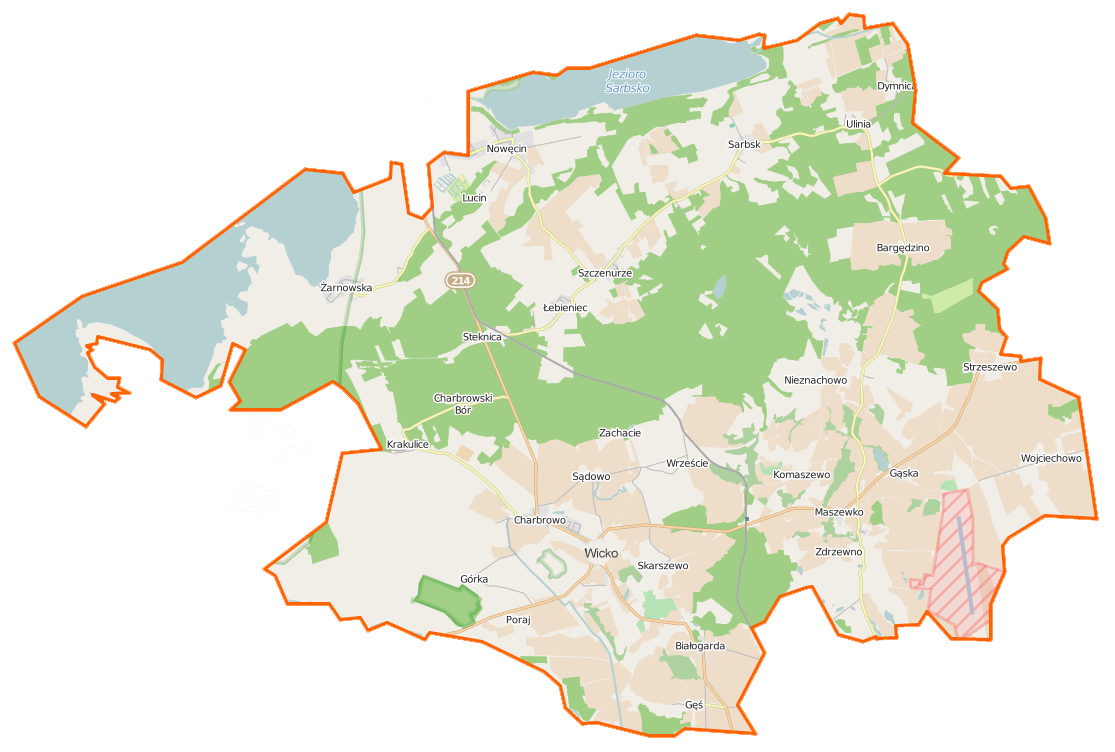
Carte de la gmina de Wicko.

## Histoire
De 1772 à 1945, Neuhof fait partie de l'arrondissement de Lauenbourg-Bütow puis à partir de 1846, de l'arrondissement de Lauenbourg-en-Poméranie dans le district de Köslin dans la province de Poméranie.